# Моравкі
Моравкі (пол. Morawki) — село в Польщі, у гміні Блашки Серадзького повіту Лодзинського воєводства.
Населення — 195 осіб (2011).
У 1975-1998 роках село належало до Серадзького воєводства.

## Демографія
Демографічна структура станом на 31 березня 2011 року:
|          | Загалом | Допрацездатний вік | Працездатний вік | Постпрацездатний вік |
| -------- | ------- | ------------------ | ---------------- | -------------------- |
| Чоловіки | 99      | 24                 | 62               | 13                   |
| Жінки    | 96      | 14                 | 56               | 26                   |
| Разом    | 195     | 38                 | 118              | 39                   |